# Tierra Amarilla (Cile)
Tierra Amarilla è un comune del Cile della provincia di Copiapó nella Regione di Atacama. Al censimento del 2002 possedeva una popolazione di 12 888 abitanti.

## Società

### Evoluzione demografica
| Censimento del 1992 | Censimento del 2002 |
| 11 724 ab.          | 12 888 ab.          |